# قزل-یار (آق‌مولا)
قزل-یار (به قزاقی: Krasny Yar) یک منطقهٔ مسکونی در قزاقستان است که در استان آق‌مولا واقع شده‌است. قزل-یار ۹٬۸۷۵ نفر جمعیت دارد.